# Malaita
Malaita är en ö som tillhör Salomonöarna i sydvästra Stilla Havet. Malaita är 4 307 km² stor. Huvudstaden på ön heter Auki. Befolkningen på Malaita har en stark traditionell och kulturell historia, som länge har bevarats utan påverkan från övriga världen. Delfinslakt, enligt en liknande metod som används i Japan, förekommer också. Efter slakten delas köttet ut till alla hushåll. Delfinernas tänder används som smycken och även som valuta på ön.